# Popillia adamas
Popillia adamas är en skalbaggsart som beskrevs av Newman 1838. Popillia adamas ingår i släktet Popillia och familjen Rutelidae. Inga underarter finns listade i Catalogue of Life.